# Gadka (gromada)
Gadka – dawna gromada, czyli najmniejsza jednostka podziału terytorialnego Polskiej Rzeczypospolitej Ludowej w latach 1954–1972.
Gromady, z gromadzkimi radami narodowymi (GRN) jako organami władzy najniższego stopnia na wsi, funkcjonowały od reformy reorganizującej administrację wiejską przeprowadzonej jesienią 1954 do momentu ich zniesienia z dniem 1 stycznia 1973, tym samym wypierając organizację gminną w latach 1954–1972.
Gromadę Gadka siedzibą GRN w Gadce utworzono – jako jedną z 8759 gromad na obszarze Polski – w powiecie iłżeckim w woj. kieleckim, na mocy uchwały nr 13k/54 WRN w Kielcach z dnia 29 września 1954. W skład jednostki weszły obszary dotychczasowych gromad Grzybowa Góra i Jagodne ze zniesionej gminy Skarżysko Kościelne oraz obszar dotychczasowej gromady Gadka ze zniesionej gminy Mirzec w tymże powiecie; ponadto lasy państwowe nadleśnictwa Starachowice, oddziały Nr Nr 72 do 78, 103 do 116 i 138 do 143. Dla gromady ustalono 27 członków gromadzkiej rady narodowej.
31 grudnia 1961 z gromady Gadka wyłączono wieś i kolonię Grzybowa Góra włączając je do gromady Skarżysko-Kościelne w tymże powiecie.
Gromadę zniesiono 1 stycznia 1969, a jej obszar włączono do gromad Skarżysko Kościelne (wieś Jagodne) i Mirzec (wieś Gadka).